# Каналес, Елена Александровна
Еле́на Алекса́ндровна Кана́лес (в девичестве За́йцева; род. 7 февраля 1976) — российская легкоатлетка, специалистка по бегу на средние дистанции. Выступала на профессиональном уровне в 2000-х годах, чемпионка России в беге на 1 милю, победительница и призёрка первенств всероссийского значения, действующая рекордсменка России в беге на 2000 метров в помещении, участница чемпионатов Европы в помещении 2005 года в Мадриде и 2007 года в Бирмингеме. Представляла Калужскую область. Мастер спорта России международного класса. Тренер по лёгкой атлетике.

## Биография
Елена Зайцева родилась 7 февраля 1976 года. Занималась лёгкой атлетикой под руководством своих родителей Аалександра Васильевича и Замиры Маматхановны Зайцевых.
В 1993 году поступила в Узбекский государственный институт физической культуры, в 1998 году окончила Российскую государственную академию физической культуры.
Впервые заявила о себе в сезоне 2001 года, когда выступила в беге на 800 метров на Мемориале Куца в Москве.
В 2002 году в беге на 1500 метров финишировала пятой на Кубке России в Туле, выиграла золотую и серебряную медали на международных турнирах в Испании, стартовала на чемпионате России в Чебоксарах.
В 2003 году бежала 800 и 1500 метров на зимнем чемпионате России в Москве и на летнем чемпионате России в Туле.
В 2004 году выиграла серебряные медали на Рождественском кубке в Москве, на Кубке губернатора в Самаре и на Кубке России в Туле, стала шестой на зимнем чемпионате России в Москве.
В 2005 году в беге на 3000 метров взяла бронзу на зимнем чемпионате России в Волгограде, в составе российской сборной принимала участие в чемпионате Европы в помещении в Мадриде — благополучно преодолела предварительный квалификационный этап, но в финале на старт не вышла. Также в этом сезоне выиграла чемпионат России по бегу на 1 милю в Туле, в дисциплине 1500 метров взяла бронзу на Мемориале братьев Знаменских в Казани, финишировала четвёртой на летнем чемпионате России в Туле, победила на Кубке России в Туле.
В январе 2006 года на Рождественских стартах в Екатеринбурге установила ныне действующий рекорд России в беге на 2000 метров в помещении — 5.39,15. Помимо этого, выиграла бронзовую медаль на турнире «Русская зима» в Москве, золотую медаль на Кубке губернатора в Самаре, бронзовую медаль на зимнем чемпионате России в Москве, была второй на чемпионате Москвы, четвёртой на летнем чемпионате России в Туле.
В 2007 году вновь выиграла 2000 метров на Рождественских стартах в Екатеринбурге, взяла бронзу на Рождественском кубке в Москве и на зимнем чемпионате России в Волгограде. Благодаря череде удачных выступлений удостоилась права защищать честь страны на чемпионате Европы в помещении в Бирмингеме — здесь в ходе предварительного забега 1500 метров сошла с дистанции.
На чемпионате России 2008 года в Казани показала в 1500-метровой дисциплине шестой результат.
В 2009 году на зимнем чемпионате России в Москве Елена Каналес провалила допинг-тест, её уличили в применении эритропоэтина. В итоге решением IAAF спортсменка была дисквалифицирована сроком на 3 года — на этом её спортивная карьера закончилась.
За выдающиеся спортивные достижения удостоена почётного звания «Мастер спорта России международного класса».
Впоследствии работала тренером в Спортивной школе олимпийского резерва «Юность», с 2021 года — частный тренер по бегу и ОФП в Москве.